# Marcel Flückiger
Marcel Flückiger (20 de junho de 1929 - 27 de novembro de 2010) foi um futebolista suíço que atuava como defensor.

## Carreira
Marcel Flückiger fez parte do elenco da Seleção Suíça de Futebol, na Copa do Mundo de 1954, em casa na Suíça.